# Storbritannien ved sommer-OL 2012
Storbritannien deltog ved Sommer-OL 2012 i London som blev arrangeret i perioden 27. juli til 12. august 2012.

## Medaljer
| 2012 London    | Guld | Sølv | Bronze | Total |
| Storbritannien | 29   | 17   | 19     | 65    |